# Djakotomey II
Djakotomey II est un arrondissement de la commune de Djakotomey localisée dans le département du Couffo au Bénin.

## Géographie

### Localisation
Djakotomey II est un arrondissement situé dans la commune de Djakotomey. C'est une subdivision administrative sous la juridiction de la commune de Djakotomey.

## Population et société

### Démographie
Selon le recensement de la population effectué par l' Institut National de la Statistique du Bénin, le 15 février 2002, l'arrondissement comptait une population totale de 6732 habitants.